# Hexafluorure d'uranium
L'hexafluorure d'uranium est le fluorure d'uranium de formule chimique UF6, dans lequel l'uranium est à l'état d'oxydation +VI.

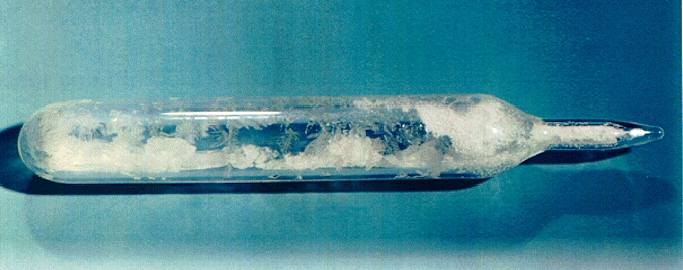
Cristaux d'hexafluorure d'uranium dans une ampoule en verre.

Ce composé est impliqué dans le cycle du combustible nucléaire. Synthétisé industriellement après l'extraction de l'uranium, il est le point d'entrée du procédé d'enrichissement, qui produit le combustible utilisé par les réacteurs nucléaires et les armes nucléaires.

## Propriétés physiques

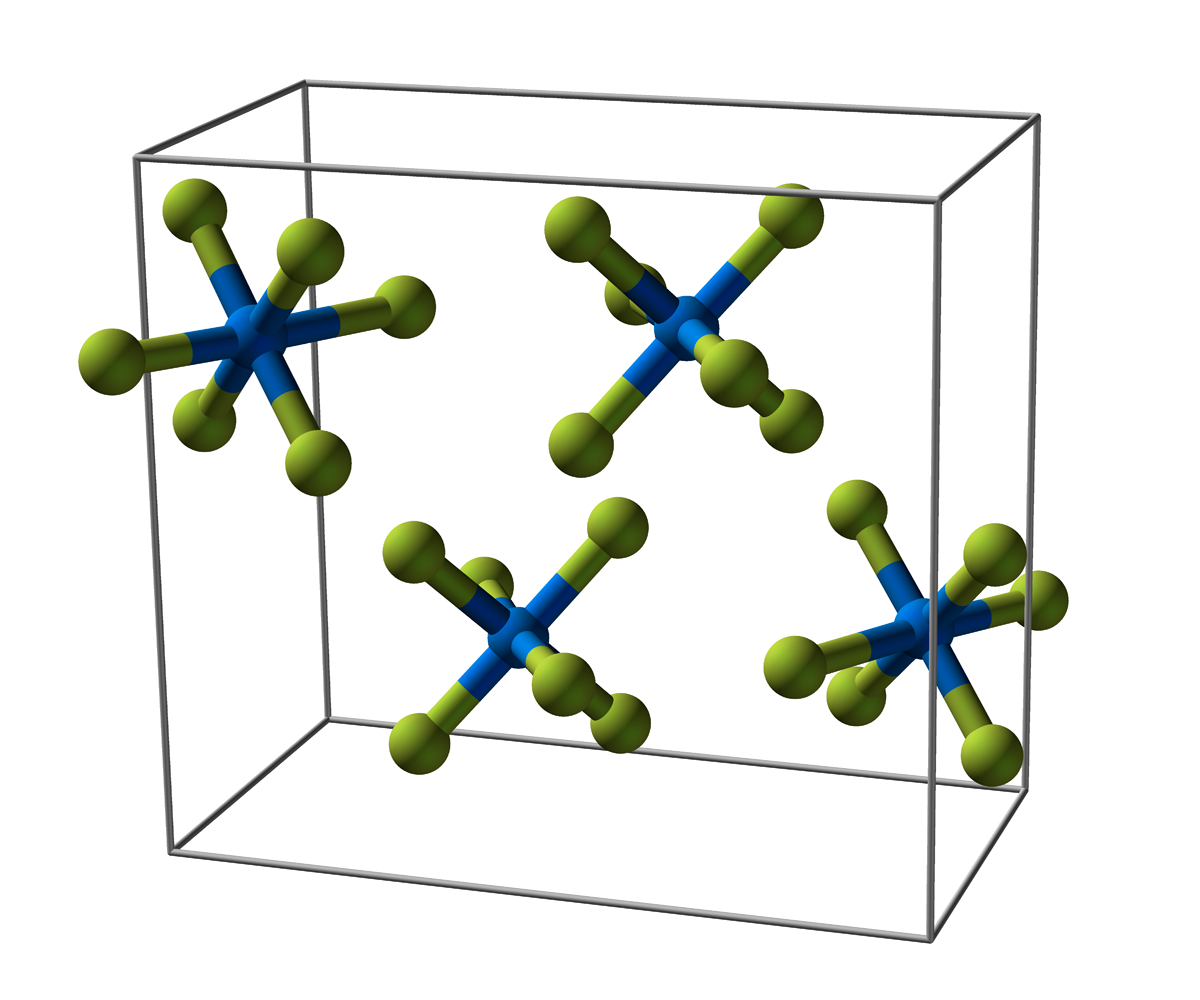
Structure cristalline de l'hexafluorure d'uranium.

Dans les conditions normales de température et de pression et dans les conditions ambiantes (1 atm, 20 °C), l'hexafluorure d'uranium se présente sous la forme de cristaux gris. La diffraction de neutrons a permis de déterminer sa structure cristalline à 77 K : les cristaux sont orthorhombiques.
Le point triple se situe à 1,5 atm et 64 °C. À pression ambiante (1 atm), UF6 se sublime à 56,5 °C. À 1 atm et 20 °C sa pression de vapeur est d'environ 0,14 atm : dans un milieu ouvert à l'air, UF6 se sublime progressivement et irréversiblement.

## Propriétés chimiques
Outre sa radioactivité due à l'uranium, c'est un produit hautement toxique, qui réagit violemment avec l'eau. En atmosphère humide ou en présence d'eau, il se transforme en fluorure d'uranyle (UO2F2) et acide fluorhydrique (HF). La transformation est immédiate et violente et s'accompagne d'émission d'abondantes fumées opaques, irritantes et suffocantes de HF.
Le produit est corrosif pour la plupart des métaux. Il réagit faiblement avec l'aluminium, formant une fine couche de AlF3 qui résiste ensuite à la corrosion (passivation).
Il a été montré que l'hexafluorure d'uranium est un oxydant et un acide de Lewis qui peut se lier à un fluorure, par exemple la réaction du fluorure de cuivre avec l'hexafluorure d'uranium dans l'acétonitrile est réputée former Cu[UF7]2·5 MeCN.
Les fluorures d'uranium(VI) polymères contenant des cations organiques ont été isolés et caractérisés par diffraction de rayons X.

## Applications industrielles

### Enrichissement de l'uranium
L'hexafluorure d'uranium est utilisé dans les deux principales méthodes d'enrichissement de l'uranium, la diffusion gazeuse et l'ultracentrifugation, car il possède un point triple à 64 °C et à une pression légèrement plus élevée que la pression atmosphérique. De plus, le fluor possède un seul isotope naturel stable (19F), par conséquent les masses moléculaires des isotopomères de l'UF6 diffèrent uniquement par l'isotope d'uranium présent : 238U, 235U, ou 234U.
En plus de son usage dans l'enrichissement, l'hexafluorure d'uranium a été utilisé dans un procédé de retraitement avancé développé en République tchèque. Dans ce procédé, le combustible nucléaire, l'oxyde d'uranium usagé, est traité avec du fluor pour former un mélange de fluorures. Ce dernier est ensuite distillé pour séparer les différents types de matériaux.

### Conversion en oxyde d'uranium
Après enrichissement, l'hexafluorure d'uranium est converti en oxyde d'uranium (UO2) pour ses applications nucléaires.
La conversion en UO2 peut se faire par voie sèche (le plus fréquemment) ou par voie humide.

#### Voie sèche
- L'UF6 est vaporisé par chauffage dans une étuve et mis en présence de vapeur d'eau surchauffée.
- L'UF6 s'hydrolyse en UO2F2 entre 250 °C et 300 °C : UF6 + 2H2O –––> UO2F2 + 4HF Dr[Quoi ?] −113 kJ/mol.
- Le composé UO2F2 est ensuite réduit vers 700 à 800 °C par l'hydrogène, produisant l'UO2 sous forme de poudre : UO2F2+ H2 –––> UO2 + 2HF + 14,2 kJ/mol.

Le rendement est supérieur à 99,5 %.

#### Voie humide
Ce procédé présente l'inconvénient de produire plus d'effluents que la voie sèche, ce qui a un impact environnemental plus important. Plus flexible, en revanche, il est souvent utilisé pour la récupération des matières fissiles dans les rebuts et les déchets.
Les étapes consistent en un traitement de l'UF6 à la vapeur d'eau et en l'obtention, successivement, d'UO2F2, sels d'uranium, diuranate d'ammonium, UO3 et UF4. Ce procédé enchaine dissolution en milieu nitrique, purification par solvant en colonne pulsée, précipitation ammoniacale et réduction sous hydrogène.

### Entreposage et stockage

#### États-Unis

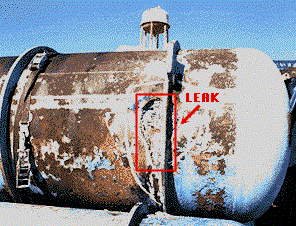
Cylindre de stockage ayant fui.

Aux États-Unis, environ 95 % de l'uranium appauvri produit jusqu'à présent est stocké sous forme d'hexafluorure d'uranium UF6 dans des réservoirs en acier sur des parcs en plein air à proximité des usines d'enrichissement. Chaque réservoir contient jusqu'à 12,7 tonnes d'UF6. L'hexafluorure d'uranium est introduit sous forme liquide dans le réservoir. Après refroidissement, la majeure partie du liquide se solidifie pour occuper environ 60 % du réservoir tandis que le reste de l'espace est occupé par de l'hexafluorure sous forme gazeuse. Ce gaz réagit avec l'acier de la surface interne du réservoir et forme une couche protectrice vis-à-vis de la corrosion.
560 000 tonnes d'UF6 appauvri étaient stockés en 1993 et 686 500 tonnes en 2005 dans 57 122 réservoirs de stockage situés à Portsmouth dans l'Ohio, Oak Ridge dans le Tennessee et Paducah dans le Kentucky,.
Cet entreposage présente des risques environnementaux, sanitaires et de sûreté à cause de son instabilité chimique. Quand l'UF6 est en contact avec de l'air humide, il réagit avec l'eau contenue dans l'air pour produire UO2F2 (fluorure d'uranyle) et HF (fluorure d'hydrogène) qui sont tous deux très solubles et toxiques. Les réservoirs de stockage doivent être régulièrement inspectés pour rechercher des traces de corrosion ou des fuites. La durée de vie estimée d'un réservoir en acier se mesure en décennies.
Le gouvernement des États-Unis a commencé à convertir le UF6 en oxyde d'uranium solide pour un stockage à long terme. Un tel stockage de l'ensemble du stock du UF6 pourrait coûter entre 15 millions et 450 millions de dollars.

### Risques industriels
L'UF6 émet des rayonnements alpha, bêta et gamma. Exposé à la vapeur d'eau, l'UF6 se décompose en acide fluorhydrique (HF) et en fluorure d'uranyle (UO2F2) qui sont très toxiques.
Il y a eu plusieurs accidents impliquant le fluorure d'uranium aux États-Unis. Ces accidents ont causé deux morts en 1944 et un mort en 1986,.
Le 26 octobre 2014, une fuite d'hexafluorure d'uranium est survenue à l'Usine Honeywell de transformation de l'uranium : sept personnes situées sous le panache ont souffert de brûlures et sept à dix autres personnes sur le site ou à proximité ont également subi des blessures.